# Мендіант
Mendiant (з фр. жебрак) — традиційний французький різдвяний кондитерський виріб, що є шоколадним диском, прикрашений горіхами і сухофруктами. Кожен інгредієнт символізує чотири жебрацькі, або чернечі, ордени, кольори продуктів відповідають кольорам чернечих ряс. За традицією родзинки символізують домініканців, фундук — августинців, сушена фіга — францисканців, мигдаль — кармелітів.
Але рецепти цього десерту можуть відступати від традиційного поєднання горіхів та фруктів, включаючи до складу насіння, шкірку фруктів та ін.